# روبلاسدو د آباخو
روبلاسدو د آباخو (به اسپانیایی: Rublacedo de Abajo) یک شهرستان در اسپانیا است.